# Coelosphaera bullata
Coelosphaera bullata är en svampdjursart som beskrevs av Claude Lévi 1993. Coelosphaera bullata ingår i släktet Coelosphaera och familjen Coelosphaeridae.
Artens utbredningsområde är havet kring Nya Kaledonien. Inga underarter finns listade i Catalogue of Life.